# Via Maqueda
A Via Maqueda más néven Strada Nuova ("Új út") Palermo egyik legfontosabb utcája, a Corso Vittorio Emmanuelével – egykor Cassaro – együtt a történelmi városközpont tengelyét fedik le. A város olyan fontos nevezetességeihez biztosít hozzáférést a Via Maqueda mint a Teatro Massimo vagy a Piazza Pretoria, illetve a Corso Vittorio Emmanuelével a Quattro Cantin keresztezik egymást, ahol a négy történelmi negyed Kalsa, La Loggia, Seralcadio és Albergheria határolja egymást.  Az utca a nevét Bernardino de Cárdenas szicíliai alkirályról kapta, aki Maqueda 3. hercege volt.

## Története
Az utca megépüléséről a 16. században döntöttek. Egy olyan tengely részének szántak az új utcát, amely Cassarót keresztezi. Az új utca megszületése a növekvő forgalom és a nemesség nagyobb követelése volt, akik palotáiknak akartak több helyet. A hely manapság a városi turizmus egyik ütőere, tele éttermekkel, kávézókkal és szállásokkal.

## Közlekedés
A Via Maqueda a Piazza Verdi és a Porta di Vicari közötti szakaszon sétálóutcaként funkcionál.

## Fontos épületek

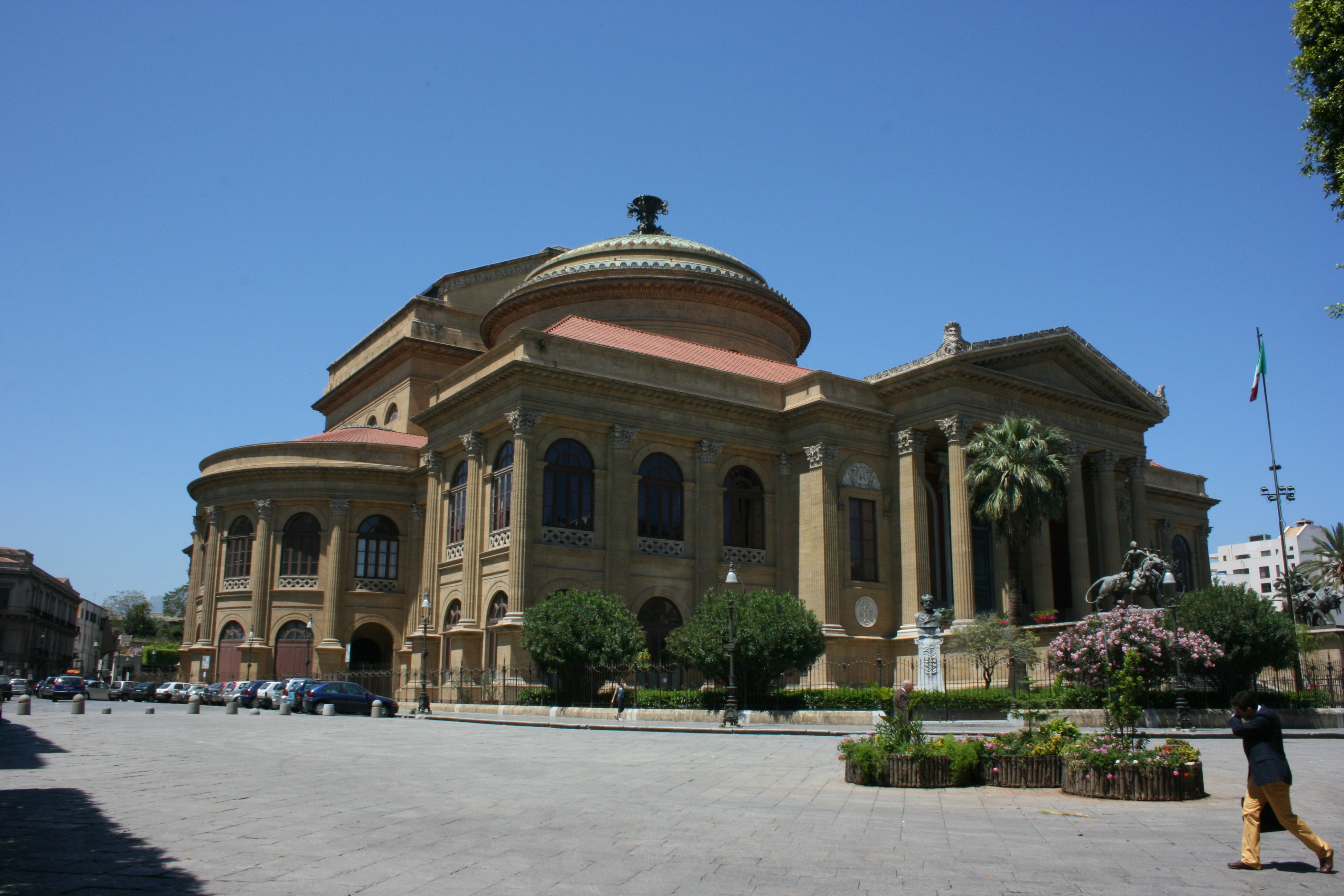
Teatro Massimo

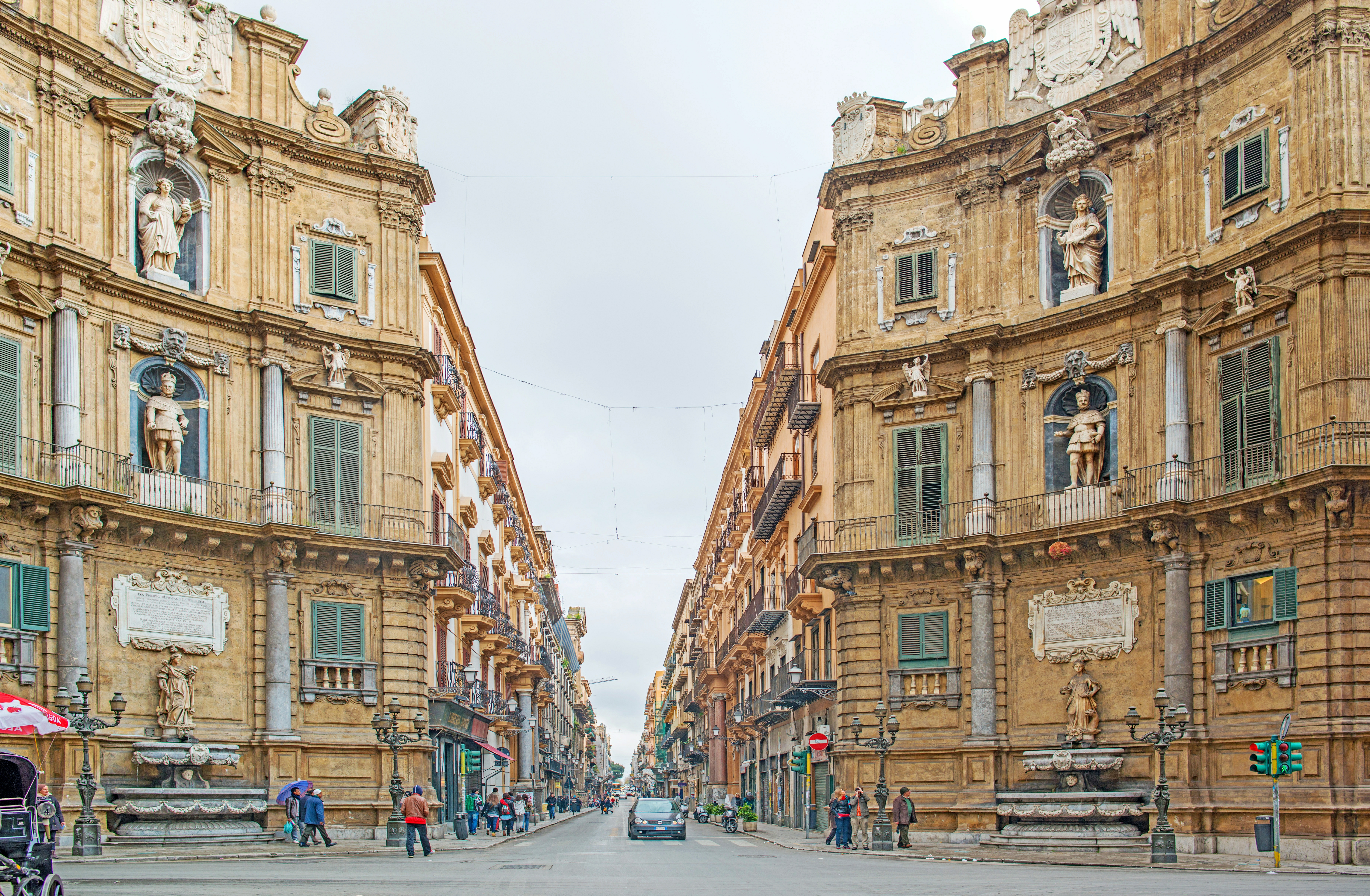
Quattro Canti

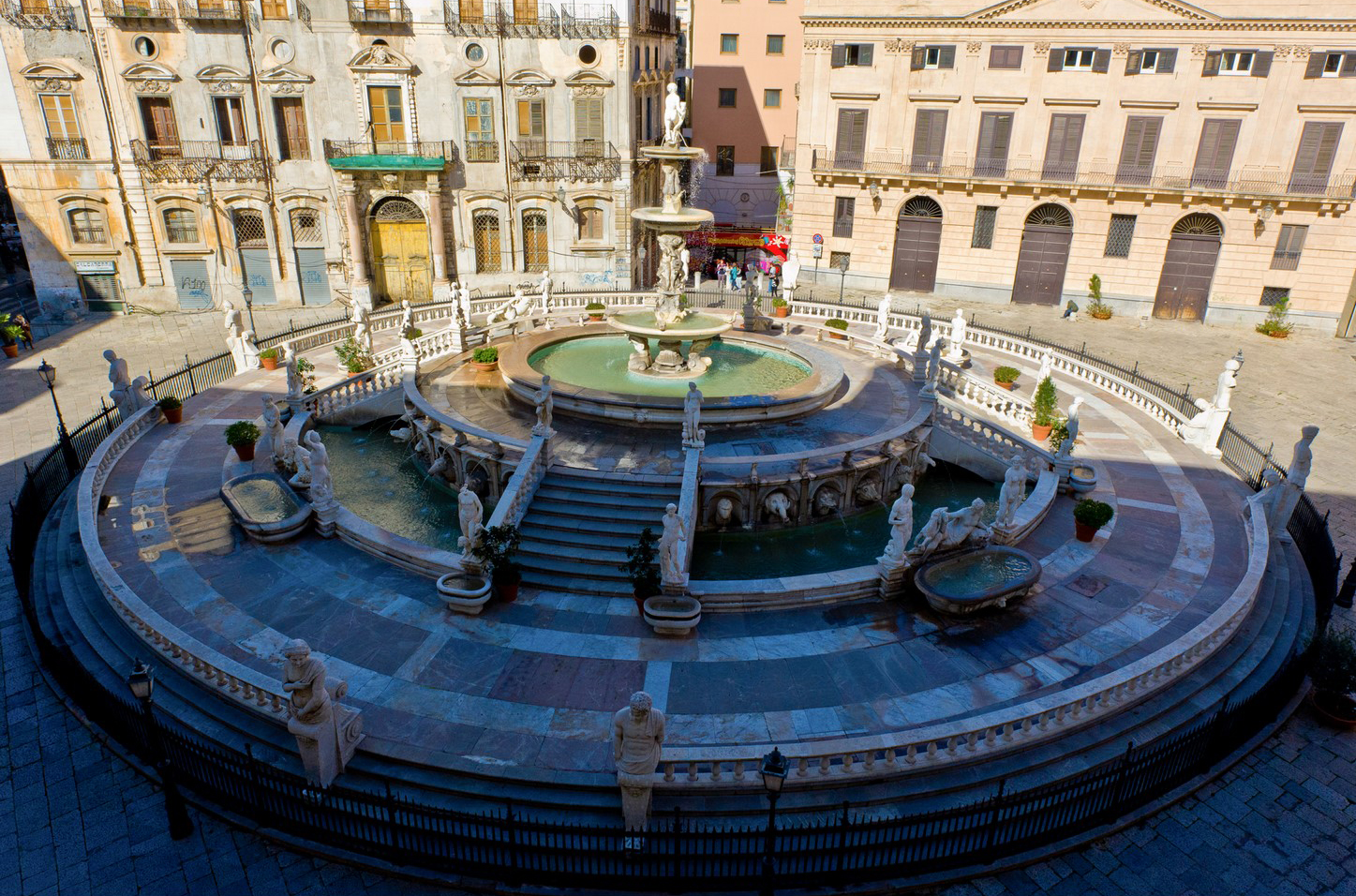
Fontana Pretoria

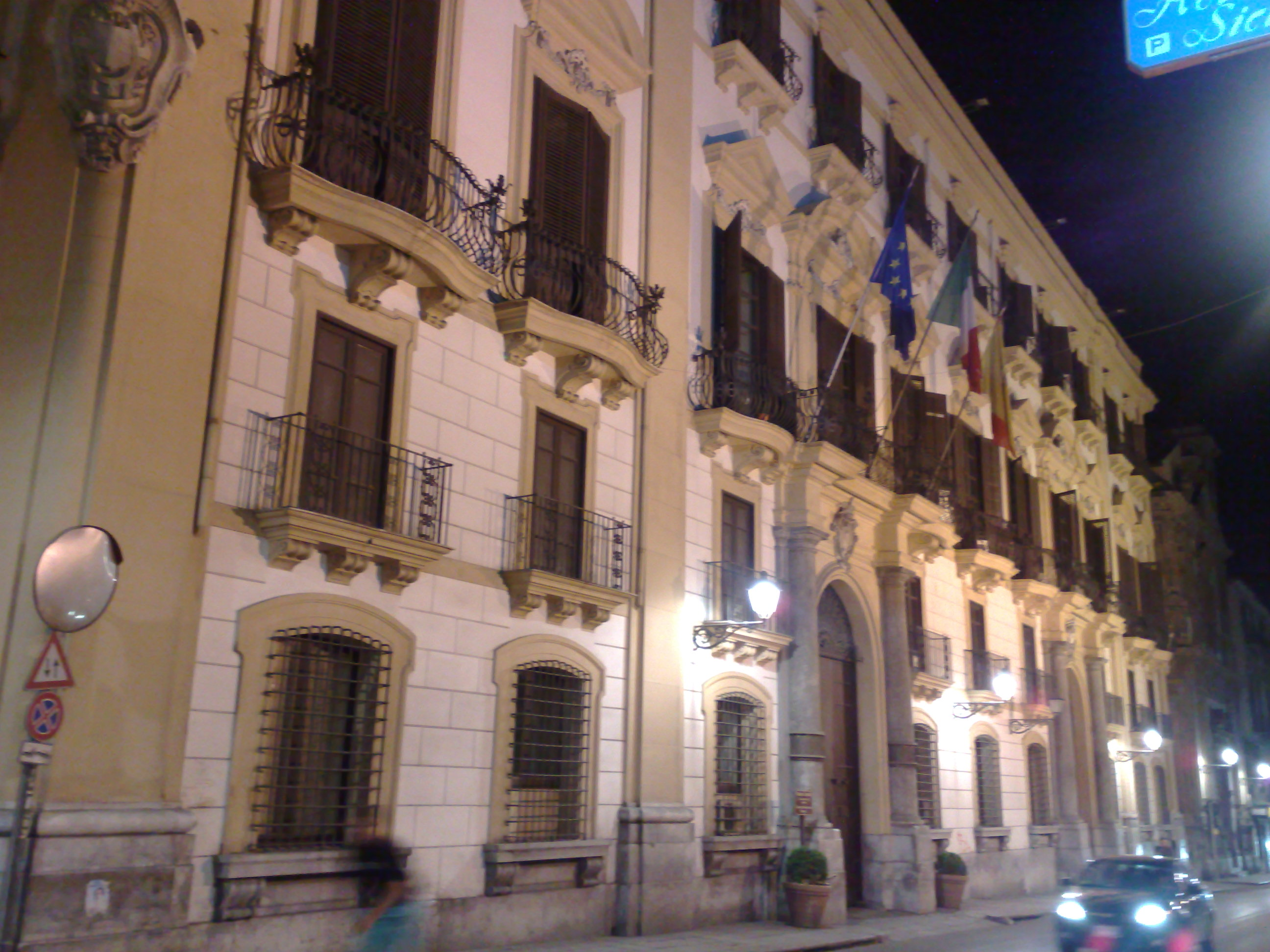
Palazzo Comitini

| Jobboldal                                                   | Házszám       | Házszám                            | Baloldal                                          |
| ----------------------------------------------------------- | ------------- | ---------------------------------- | ------------------------------------------------- |
| Piazza Verdi                                                |               |                                    |                                                   |
| Teatro Massimo                                              |               |                                    |                                                   |
|                                                             |               |                                    | Palazzo Majorana di Leonvago                      |
| Palazzo Sartorio Grassellini                                |               |                                    | Church of Santa Maria del Soccorso                |
|                                                             |               |                                    | Palazzo Scordia Mazzarino                         |
|                                                             |               |                                    | Palazzo Maurigi                                   |
|                                                             |               |                                    | Palazzo Napoli                                    |
|                                                             |               |                                    | Galleria delle Vittorie                           |
| Szent Ninfa-templom                                         |               |                                    | Palazzo Judica                                    |
| Szent Péter-kápolna                                         |               |                                    | Palazzo Di Maggio Gramignani                      |
|                                                             |               |                                    | Palazzo Costantino                                |
| Palazzo Starabba di Rudinì                                  |               |                                    |                                                   |
| Cassaro                                                     | Quattro Canti | Quattro Canti                      | Cassaro                                           |
| Teatinus Szent József-templom                               |               |                                    | Palazzo Bordonaro                                 |
| Teatinus Szent József-templom                               |               | Piazza Pretoria (Fontana Pretoria) |                                                   |
|                                                             |               |                                    | Palazzo Pretorio                                  |
| Casa dei Padri Teatini (Palermói Egyetem Jogtudományi Kara) |               |                                    | Piazza Bellini (San Cataldo és Martorana)         |
|                                                             |               |                                    | Casa Martorana                                    |
|                                                             |               |                                    | Tolentinói Szent Miklós-templom (Városi Levéltár) |
| Palazzo Busacca                                             |               |                                    |                                                   |
| Szent Orsolya-templom                                       |               |                                    |                                                   |
| Palazzo Gravina di Comitini                                 |               |                                    | Palazzo Balsamo                                   |
| Palazzo Filangieri di Santa Flavia                          |               |                                    | Palazzo Sant'Elia                                 |
| Palazzo Chiarandà                                           |               |                                    |                                                   |
|                                                             |               |                                    | Sarutlan Kármeliták Nagyboldogasszony-temploma    |
| Palazzo Filangieri di Cutò                                  |               |                                    |                                                   |
| Porta di Vicari                                             |               |                                    |                                                   |